# Trichordestra tacoma
Trichordestra tacoma là một loài bướm đêm trong họ Noctuidae.